# La Riondaz
La Riondaz är en bergstopp i Schweiz. Den ligger i distriktet Aigle och kantonen Vaud, i den sydvästra delen av landet, 70 km sydväst om huvudstaden Bern. Toppen på La Riondaz är 1 980 meter över havet.